# La Piedad Ahuehuetlán
La Piedad Ahuehuetlán o Atlexuca es un pueblo originario de la Ciudad de México que existió entre las épocas prehispánicas y la segunda mitad del siglo XX. Conocido también como La Piedad, esta comunidad se distinguió durante la época novohispana por tener uno de los cuatro conjuntos religiosos católicos dedicados a una advocación de la Virgen María que se consideraban protectores de la Ciudad de México. Esta advocación era la de la Virgen de la Piedad.

## Historia
La fundación del pueblo data de tiempos previos a la llegada de los conquistadores, en todo caso para 1550 se le nombra como Ahuehuetla o Atlexuca, distinguiéndose como un pequeño poblado de pescadores que se encontraba en uno de los varios islotes que existían al sur de la Ciudad de México. el pueblo toma importancia por la llegada y sitio de residencia de Juan González y García aproximadamente en el año de 1564 quien también instala la Ermita de la Visitación (Actualmente la Calle de Ermita conserva el nombre en conmemoración de este hecho )  En 1595 el virrey le ofrece a los miembros de la orden dominica un terreno para asentar un convento de retiro, el cual con el paso del tiempo se convirtió en el Colegio Imperial de La Piedad y Porta Coeli, localizado en el pueblo de Ahuehuetla, a un poco más de un cuarto de legua de la Ciudad de México, este sitio se consideró adecuado ya que antes el canónigo y ermitaño Juan González lo había habitado hasta 1590 dejando tras de si una buena reputación del sitio por sus obras, la orden toma posesión solemne de los terrenos el 12 de marzo de 1595, quedando como una vicaria de la parroquia de San Juan Tenochtitlán en la Ciudad de México, entonces el nuevo virrey Luis de Velasco y Castilla autoriza al maestro general Hipólito María de Monterreal y al provincial fray Pedro Guerrero la construcción del convento, como anexo al templo.
Para su fundación la orden dominica designa a fray Bartolomé de Nieva, fray Cristóbal Ortega, fray Diego de Aragón y fray Juan de la Cruz, este último con órdenes sacerdotales es nombrado vicario, para su sustento de inicio se dedican a la mendicidad viviendo de las limosnas que les daban los vecinos y protectores de la orden.
Cuando se crea la Provincia de Oaxaca en la Arquidiócesis de México, los diferentes conventos de la Provincia de Santiago de México se elevan de categoría recibiendo el título de parroquia en 1607, es por estas fechas que se dedica el templo a la advocación mariana de La Piedad, recibiendo el nombre que lo distingue, entre los siglos XVII a XIX el templo y el convento se hicieron de una gran fama como centro de devoción mariana, por lo que el pueblo a su alrededor se expande, como le ocurriera a La Villa de Guadalupe. mas este pueblo nunca recibió la distinción de Villa.
Para finales del siglo XVIII la fama del templo es tal que se considera como uno de los bastiones de la ciudad, por lo que se le nombra en numerosas obras literarias como uno de los cuatro pilares de la Ciudad de México, es solo hasta la independencia de México que empieza a perder acólitos concentrándose las expresiones de devoción en la Basílica de Guadalupe, lo que poco a poco reduce la población de La Piedad, para estas fechas incluso se le deja de llamar por su nombre indígena.
Es a mediados del siglo XIX que vuelve a aumentar su población con la construcción del Panteón Francés al otro lado del Río de la Piedad, este río se formó al desecar el lago de Texcoco a mediados del siglo XVIII. Con la aplicación de las Leyes de Reforma el convento es obligado a cerrar, dejándose únicamente el templo el cual sufre ataques por parte de jacobinos del partido liberal, el convento en realidad se redujo y funcionó hasta 1800 en forma ilegal, aunque con conocimiento de las autoridades.
Es así como sobrevive, pero a finales del siglo XIX se desarrollan las colonias de Narvarte, desarrollo urbano que termina por comerse al pueblo, desapareciendo en la segunda década del siglo XX, desde entonces se le identifica más como parte de la colonia Narvarte que como un pueblo, es a mediados de la cuarta década que recibe oficialmente el nombre de Colonia Piedad Narvarte.
En forma definitiva los antiguos templo y convento son demolidos a mediados del siglo XIX, siendo construida la Parroquia de Nuestra Señora de La Piedad de estilo modernista, obra del arquitecto E. Langenscheidt, siendo su párroco Darío Pedral; el 11 de abril de 1945 fue colocada la primera piedra por el Arzobispo Primado de México Luis María Martínez.
Por esta misma fecha se construyen en sus inmediaciones el Parque de béisbol del Seguro Social y el Centro Médico Nacional, además de entubar el Río de la Piedad y construirse en su cauce el Viaducto Miguel Alemán.
Actualmente citado pueblo originario, la Piedad Ahuehuetlan conserva sus sistemas de autogobierno mediante usos y costumbres y es el Consejo de Gobierno Autónomo que preside C. Christian Gallegos Vega quienes convocan a las asambleas comunitarias para trazar la ruta de las actividades del pueblo.

## Leyenda de La Piedad
La imagen mariana que daba nombre al templo y convento de La Piedad debe su fama a la forma como llegó a México, esta indica que construido el templo y el convento se comisionó a un fraile de la orden de nombre fray Cristóbal Ortega para ir a Roma para resolver algunos de los asuntos de la orden en México, como parte de su encargo, estaba el buscar un buen pintor que realizara el cuadro para el altar mayor, por alguna razón este la inicio pero no logró terminarla en el tiempo por lo que se desconoce el autor, es así como el fraile regresa a la Nueva España con la obra envuelta y a medio hacer, de regreso por el mar Mediterráneo los envuelve una tormenta y ante la imposibilidad de hacer algo, el fraile y los marineros se dedican a solicitarle su intercesión para evitar la muerte, lo cual logran y ambos terminan el viaje, el fraile ya en el convento narra su viaje tras lo cual abre el lienzo que venía guardado desde Roma, al hacerlo descubren que la obra está terminada y lo consideran un milagro, lo que da mucha más fama al templo.

## Personajes notables de La Piedad
- Agustín de Ahumada y Villalón Virrey de Nueva España.
- Fray Servando Teresa de Mier
- Juan González y García primer Nahuatlato Novohispano intérprete del mensaje de la Virgen de Guadalupe a San Juan Diego,confesor personal de Fray Juan de Zumárraga (primer arzobispo de México) precursor de los derechos humanos indígenas, benefactor del pueblo indígena Ahuehuetlan, tercer rector por dos periodos de la Real Universidad Pontificia (hoy la UNAM), muere el 5 de enero de 1590 aislado en oración y penitencia los últimos 30 años de su vida, en predio que ocupó la Octava Delegación de Policía(Coordinación Territorial BJ-III); El 6 de julio de 2016 fue inaugurado el Centro Cultural Juan González y García en honor al trabajo social y comunitaria en favor del pueblo prehispánico